# Garsellikopf
Garsellikopf eller Garsellakopf är en bergstopp i Liechtenstein och Österrike.  Den ligger 5 km nordost om Liechtensteins huvudstad Vaduz. Toppen på Garsellikopf är 2 105 meter över havet eller 782 meter över den omgivande terrängen. Bredden vid basen är 8,3 km.